# Leslie Nielsen
Pour les articles homonymes, voir Nielsen.
 (août 2014).
Si vous disposez d'ouvrages ou d'articles de référence ou si vous connaissez des sites web de qualité traitant du thème abordé ici, merci de compléter l'article en donnant les références utiles à sa vérifiabilité et en les liant à la section « Notes et références ».
Leslie Nielsen est un acteur canadien naturalisé américain, né le 11 février 1926 à Regina (Saskatchewan) et mort le 28 novembre 2010 à Fort Lauderdale (Floride).
Il est apparu dans plus de 100 films et 1 500 émissions de télévision au cours de sa carrière, interprétant plus de 220 personnages. Bien que sa carrière d'acteur ait traversé une grande variété de genres aussi bien au cinéma qu'à la télévision, son rôle pince-sans-rire dans Y a-t-il un pilote dans l'avion ? (1980) a marqué un tournant dans sa carrière, qu'il a poursuivi en incarnant le policier gaffeur Frank Drebin dans la série Police Squad en 1982 puis à  trois reprises au cinéma à partir de Y a-t-il un flic pour sauver la reine ? (1988).

## Biographie

### Jeunesse
Leslie Nielsen nait à Regina, dans la province de la Saskatchewan. Sa mère, Mabel Elizabeth (née Davies), est une immigrée galloise originaire de Fulham (Londres), et son père, Ingvard Eversen Nielsen, danois, est officier dans la gendarmerie royale du Canada. Il a deux frères ; l'aîné, Erik Nielsen (1925-2008), est par la suite vice-premier ministre du Canada pendant les années 1980. Son père Ingvard est un homme violent qui frappe sa femme et ses enfants, et Leslie Nielsen a très tôt envie de fuir.
Il vit quelques années à Fort Norman, dans les Territoires du Nord-Ouest où son père travaille pour la Gendarmerie royale.

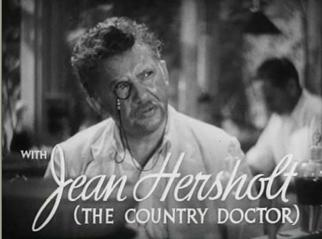
L'oncle de Nielsen Jean Hersholt (photographié ici dans le film de 1936 La Fièvre des tropiques) lui inspira l'idée de devenir acteur.

Son demi-oncle, Jean Hersholt, est un acteur connu pour son interprétation du Dr. Chistian dans une série radiophonique du même nom et d'une adaptation à la télévision et au cinéma produite plus tard. Dans un article pour le Boston Globe, Nielsen déclare :

« J'ai vu très rapidement que quand je faisais allusion à mon oncle, les gens pensaient que j'étais un gros menteur. Alors, j'en ramenais 8 ou 10 à la maison, et leur vision des choses changeait radicalement. J'ai commencé à penser que le métier d'acteur n'était pas une mauvaise idée, mais j'étais très intimidé et certainement manquant de courage. Mon oncle mourut quelque temps après que j'ai eu le temps de le connaître. Je regrette de ne pas l'avoir mieux connu. »

À l'âge de 17 ans, après son diplôme de la Victoria Composite High School (en) à Edmonton, il s'enrôle dans l'aviation royale du Canada en tant qu'artilleur aérien à la fin de la Seconde Guerre mondiale (mais il est trop jeune et trop peu entraîné pour participer aux combats outre-Manche), même s'il est déclaré sourd (il porte des prothèses auditives plus tard dans sa vie),.
Il étudie à l’Academy of Radio Arts de Toronto puis à la Neighborhood Playhouse de New York pendant qu'il joue au Summer stock theatre (en), jusqu'à sa première apparition à la télévision.

### Débuts
La carrière de Leslie Nielsen commence en 1948 avec des rôles à la télévision dans un épisode de Studio One, aux côtés de Charlton Heston, pour lequel il est payé 75 dollars, et apparaît seul dans environ 50 programmes en direct en 1950. Nielsen déclare ultérieurement qu'il gagne alors « très peu, [...] 75 ou 100 dollars par épisode ». Il commence à obtenir des rôles dans des drames, des westerns et des films romantiques.
Sa voix claire sert pour différents documentaires ou publicités mais, avec quelques exceptions, le début de sa carrière en tant qu'acteur dramatique passe inaperçu. Hal Erickson du site AllMovie précise que « la plupart du travail de Nielsen était insignifiant ; un simple bel acteur, dans une industrie cinématographique pleine de beaux acteurs ».
En 1956, il fait ses débuts dans un film musical du réalisateur Michael Curtiz, Le Roi des vagabonds. Nielsen précise à l'interview du Seattle Post-Intelligencer, qu'il se souvient de Curtiz comme d'« un sadique, un sadique charmant, mais un sadique ». Nielsen veut renommer ce film The Vagabond Turkey (« La Dinde vagabonde »). Alors que le film n'a pas un grand succès au box-office, le producteur Nicholas Nayfack remarque Nielsen et lui offre une audition pour un rôle dans un film de science fiction, Planète interdite, ce qui a comme conséquence un contrat à long terme avec la Metro-Goldwyn-Mayer.

### Succès

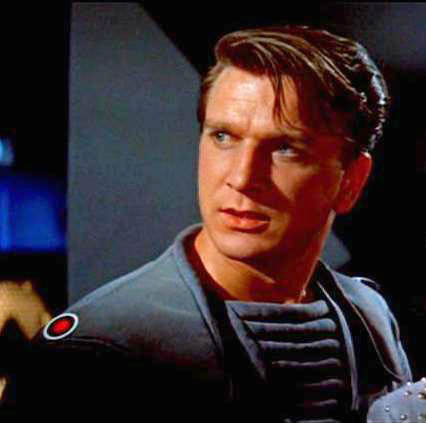
Leslie Nielsen dans son deuxième film, Planète interdite (1956).

Très rapidement, Leslie Nielsen décroche l'un des rôles principaux, celui du commandant Adams, de Planète interdite (1956), devenu un classique de la science-fiction. Le film est un succès immédiat. Quelques films suivent, mais l'acteur retourne sur le petit écran.
À propos de Planète interdite, il déclare plus tard : « C'est censé être une version science-fiction de La Tempête de Shakespeare, c'était à propos de l'identité. Qui sait ? Les fans de Star Trek le voient comme un précurseur de Star Trek. J'avais juste à porter un uniforme étroit et à regarder Anne Francis. J'étais assez mince, à l'époque. »
Il obtient ensuite des rôles dans Ransom! (1956), The Opposite Sex (1956) et Hot Summer Night (1957). En 1957, il décroche le premier rôle l'opposant à Debbie Reynolds dans une comédie romantique Tammy and the Bachelor, qui lui vaut comme critique dans le Chicago Tribune[Quoi ?].
Cependant, pas très satisfait des rôles dans les films qu'on lui offre, il donne un surnom aux sociétés de production : « Tiffany, qui a oublié quel était le prix de l'argent ». Nielsen quitte alors la MGM, après la dernière audition pour le rôle de Messala dans le film historique de 1959, Ben-Hur, rôle qui est attribué à Stephen Boyd.
L'acteur atterrit ensuite dans une série de Walt Disney Television : Le Renard des marais, dans le rôle de Francis Marion un héros de la guerre d'indépendance des États-Unis. Dans une interview de 1988, en se remémorant la série, il affirme :

« Ça a été une belle expérience, parce que les employés de Disney ne font pas leurs émissions comme tous les autres, en tournant un épisode par semaine. On avait seulement à réaliser un épisode par mois, et le budget était extrêmement élevé pour l'époque. On avait un endroit pour tourner dans un studio décoré plutôt pas cher et des costumes très authentiques. »

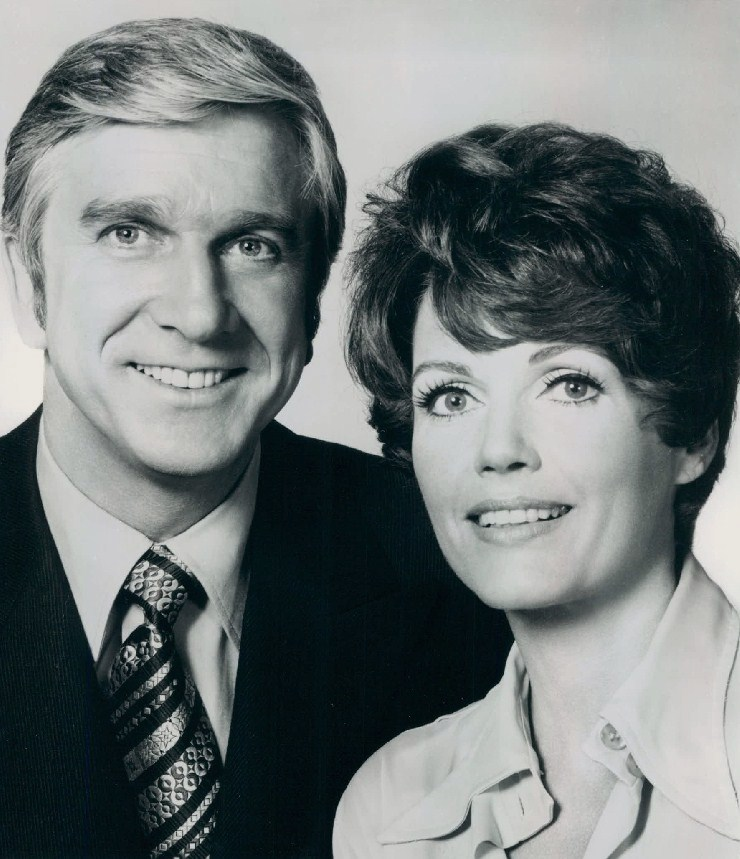
Leslie Nielsen et Elizabeth Allen en 1970.

Dans les années 1960 et 1970, il connaît une activité ininterrompue à la télévision, apparaissant dans de nombreux téléfilms et dans la plupart des séries américaines de l'époque. Son visage devient familier du public mais on ne lui propose pratiquement que des rôles sérieux de policiers, de médecins ou d'officiers. Au cinéma, on retient de cette époque son apparition en commandant de L'Aventure du Poséidon (1972).

### Les comédies parodiques
En 1980, la carrière de Leslie Nielsen prend une nouvelle direction avec Y a-t-il un pilote dans l'avion ? Sous la direction de David Zucker, Jerry Zucker et Jim Abrahams, il montre enfin au public son aisance et son talent dans la comédie parodique dans le rôle du docteur Rumack, pour en faire, selon les mots du critique de films Roger Ebert, « l'Olivier des parodies » (the Olivier of spoofs).
Dès lors de plus en plus voué aux rôles comiques, il incarne pour la première fois le policier gaffeur Frank Drebin dans la série Police Squad en 1982. Malgré sa brièveté (6 épisodes), cette série va engendrer une trilogie de films à succès : Y a-t-il un flic pour sauver la reine ? (1988), Y a-t-il un flic pour sauver le président ? (1991) et Y a-t-il un flic pour sauver Hollywood ? (1994). Son interprétation de personnages sérieux apparemment inconscients — et complices — de leur environnement absurde lui vaut une réputation d'acteur comique. Dans les dernières années de sa carrière, il apparaît dans de nombreux canulars et parodies mal accueillis par les critiques, mais réalisant souvent de bons résultats au box-office.
Il tourne également d'autres parodies plus ou moins réussies dans les années 1990, en particulier Dracula, mort et heureux de l'être (1995), Agent zéro zéro (1996), Harry à tout prix et Le Détonateur (1998). Il reste aussi très actif à la télévision.
À l'aube des années 2000, l'échec de Y a-t-il un flic pour sauver l'humanité ? traduit un certain essoufflement du genre. Lorsque David Zucker reprend en main la série Scary Movie, à partir du troisième volet, il offre à son acteur fétiche le rôle du président des États-Unis dans Scary Movie 3 (2003) et Scary Movie 4 (2006). Leslie Nielsen n'a rien perdu de sa drôlerie et reste indissociable de la parodie, même s'il est moins présent qu'auparavant. On le retrouve ensuite en oncle du héros dans Super Héros Movie, un film de super-héros, dans la lignée de Scary Movie, qui parodie principalement Batman Begins et Spider-Man, mais aussi les  X-Men et Les 4 Fantastiques. Le film est un succès au box-office,.

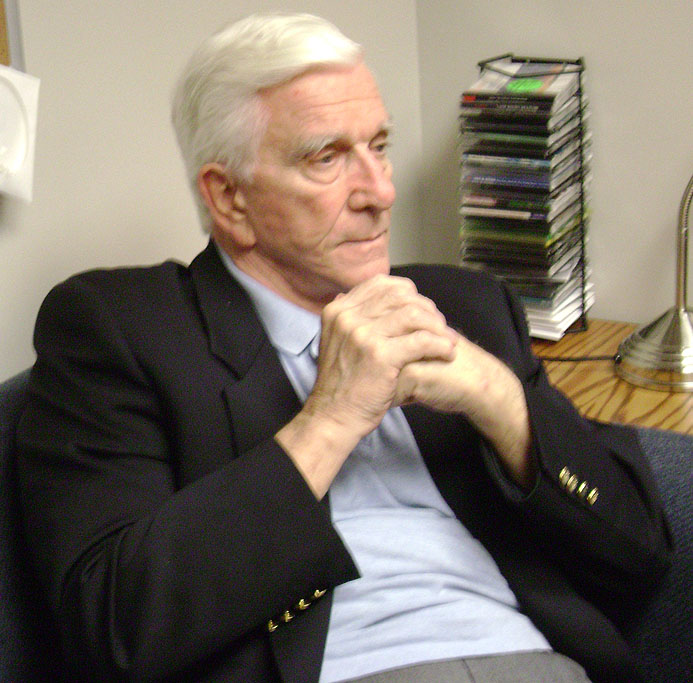
Leslie Nielsen en 2009.

Leslie Nielsen reçoit de nombreuses récompenses durant sa carrière et est introduit au Walk of Fame d'Hollywood et à celui du Canada.

### Vie privée et mort
Leslie Nielsen se marie quatre fois et a deux filles de son deuxième mariage.
Il meurt le 28 novembre 2010 dans un hôpital en Floride à l'âge de 84 ans, des suites d'une pneumonie aiguë. Il repose au cimetière Evergreen de Fort Lauderdale,.

## Filmographie
Sauf indication contraire, les informations mentionnées dans cette section peuvent être confirmées par les bases de données cinématographiques  présentes dans la section « Liens externes ».

### Cinéma

#### Années 1950
- 1955 : The Battle of Gettysburg (en) : le narrateur
- 1956 : La Rançon d'Alex Segal : Charlie Telfer
- 1956 : Planète interdite de Fred M. Wilcox : le commander J.J. Adams
- 1956 : Le Roi des vagabonds de Michael Curtiz : Thibault d'Aussigny
- 1956 : The Opposite Sex de David Miller : Steve Hilliard
- 1957 : L'otage du gang (Hot Summer Night) de David Friedkin : William Joel Partain
- 1957 : Tammy and the Bachelor de Joseph Pevney : Peter Brent
- 1958 : La Vallée de la poudre de George Marshall : le colonel Stephen Bedford / Johnny Bledsoe

#### Années 1960
- 1964 : Night Train to Paris de Robert Douglas : Alan Holiday
- 1965 : Harlow, la blonde platine de Gordon Douglas : Richard Manley
- 1965 : La Créature des ténèbres de Harvey Hart : Brett Kingsford
- 1966 : Les Fusils du Far West de David Lowell Rich : le colonel George Armstrong Custer
- 1966 : Beau Geste le baroudeur (Beau Geste) de Douglas Heyes : le lieutenant De Ruse
- 1967 : Le Shérif aux poings nus (Gunfight in Abilene) de William Hale : Grant Evers
- 1967 : The Reluctant Astronaut (en) d'Edward Montagne (en) : le major Fred Gifford
- 1967 : Les belles familles (Rosie!) de David Lowell Rich : Cabot Shaw
- 1967 : La Symphonie des héros de Ralph Nelson : Victor Rice
- 1968 : Dayton's Devils de Jack Shea : Frank Dayton
- 1969 : How to Commit Marriage de Norman Panama : Phil Fletcher
- 1969 : Change of Mind de Robert Stevens : le shériff Webb

#### Années 1970
- 1970 : Four Rode Out de John Peyser : monsieur Brown
- 1971 : The Resurrection of Zachary Wheeler de Bob Wynn : Harry Walsh
- 1972 : L'Aventure du Poséidon de Ronald Neame : le capitaine
- 1976 : La Machine à tuer (Project: Kill) de William Girdler : John Trevor
- 1976 : Grand Jury de Christopher Cain : John Williams
- 1977 : Day of the Animals de William Girdler : Paul Jenson
- 1977 : Le Casse-cou (Viva Knievel!) de Gordon Douglas : Stanley Milard
- 1977 : De la neige sur les tulipes de Robert Clouse : Riley Knight
- 1977 : Sixth and Main de Christopher Cain : John Doe
- 1978 : The Mad Trapper de Harvey Hart
- 1979 : Cité en feu d'Alvin Rakoff : le maire William Dudley

#### Années 1980
- 1980 : Y a-t-il un pilote dans l'avion ? de Jim Abrahams, David Zucker et Jerry Zucker : le docteur Rumack
- 1980 : Le Bal de l'horreur de Paul Lynch : monsieur Hammond
- 1981 : The Creature Wasn't Nice de Bruce Kimmel : le capitaine Jamieson
- 1981 : A Choice of Two de John Howe
- 1982 : Meurtres en direct de Richard Brooks : Mallory
- 1982 : Creepshow de George A. Romero : Richard Vickers
- 1982 : Foxfire Light d'Allen Baron : Reece Morgan
- 1982 : Y a-t-il enfin un pilote dans l'avion ? de Ken Finkleman : le docteur Rumack (flashback, extrait du premier volet, non crédité)
- 1986 : The Patriot de Frank Harris : l'amiral Frazer
- 1986 : Soul Man de Steve Miner : monsieur Dunbar
- 1987 : Cinglée de Martin Ritt : Allen Green
- 1987 : Home Is Where the Heart Is de Rex Bromfield : le shériff Nashville Schwartz
- 1988 : Dangerous Curves de David Lewis : Greg Krevske
- 1988 : Y a-t-il un flic pour sauver la reine ? de David Zucker : le lieutenant Frank Drebin

#### Années 1990
- 1990 : Y a-t-il un exorciste pour sauver le monde ? de Bob Logan (en) : le père Jebedaiah Mayii
- 1991 : Y a-t-il un flic pour sauver le président ? de David Zucker : le lieutenant Frank Drebin
- 1991 : Le Plus Beau Cadeau du monde de Robert Lieberman : Santa
- 1993 : Surf Ninjas de Neal Israel : le colonel Chi
- 1994 : Digger de Rob Turner : Arthur Evrensel
- 1994 : Y a-t-il un flic pour sauver Hollywood ? de Peter Segal : le lieutenant Frank Drebin
- 1994 : S.P.Q.R. - 2000 e ½ anni fa de Carlo Vanzina : Lucio Cinico
- 1995 : Dracula, mort et heureux de l'être de Mel Brooks : le comte Dracula
- 1996 : Agent zéro zéro de Rick Friedberg : Dick Steele, agent WD-40
- 1997 : Harry à tout prix de Fred Gerber : Harry Haber
- 1997 : Mr. Magoo de Stanley Tong : mister Magoo
- 1998 : Le Détonateur de Pat Proft : Ryan Harrison

#### Années 2000
- 2000 : Y a-t-il un flic pour sauver l'humanité ? d'Allan A. Goldstein : Richard « Dick » Dix
- 2001 : Camouflage de James Keach : Jack Potter
- 2001 : L'Aventurier du grand nord de Bob Spiers : Clive Thornton / le chauffeur de taxi
- 2002 : Quatre gars et un balai (Men with Brooms) de Paul Gross : Gordon Cutter
- 2003 : Scary Movie 3 de David Zucker : le président Baxter Harris
- 2006 : Scary Movie 4 de David Zucker : le président Baxter Harris
- 2007 : Music Within de Steven Sawalich : Bill Austin
- 2008 : Super Héros Movie de Craig Mazin : l'oncle Albert
- 2008 : An American Carol de David Zucker : Osama Bin Nielsen / le grand-père
- 2009 : Stan Helsing de Bo Zenga : Jay
- 2009 : Spanish Movie de Javier Ruiz Caldera : le docteur Nielsen (caméo)
- 2010 : Stonerville de Bill Corcoran : le producteur (caméo)

### Télévision

#### Téléfilms
- 1964 : See How They Run (en) : Elliott Green
- 1967 : Code Name: Heraclitus : Fryer
- 1968 : Companions in Nightmare : le docteur Neesden
- 1968 : Ombre sur Elveron : le shériff Verne Drover
- 1969 : Trial Run : Jason Harkness
- 1970 : Night Slaves : le shériff Henshaw
- 1970 : The Aquarians (en) : un officiel
- 1970 : L'Obsession infernale (Hauser's Memory) : Joseph Slaughter
- 1971 : Incident in San Francisco : le lieutenant Brubaker
- 1971 : They Call It Murder (en) : Frank Antrim
- 1973 : Snatched : Bill Sutter
- 1973 : The Letters : Derek Childs
- 1973 : Amanda Fallon : monsieur Cummings
- 1973 : The Return of Charlie Chan : Alexander Hadrachi
- 1974 : Can Ellen Be Saved? : Arnold Lindsey
- 1976 : Opération Brinks (Brinks: The Great Robbery) : l'agent Norman Houston
- 1978 : Little Mo : Nelson Fisher
- 1979 : Institute for Revenge : le conseiller Hollis Barnes
- 1979 : The Albertans : Don Macintosh
- 1979 : Riel : le major Crozier
- 1980 : OHMS : le gouverneur
- 1983 : The Night the Bridge Fell Down : Paul Warren
- 1983 : Cave-In! : Joe Johnson
- 1985 : Reckless Disregard : Bob Franklin
- 1985 : Hong Kong Connection (Blade in Hong Kong) : Harry Ingersoll
- 1985 : Striker's Mountain : Jim McKay
- 1987 : La Course à la bombe (Race for the Bomb) : Lewis Strauss
- 1987 : Nightstick : Thad Evans
- 1987 : Le Père Dowling : le sénateur Erdain
- 1991 : Chance of a Lifetime : Lloyd Dixon
- 1995 : Famille à l'essai : Harry Haber
- 1998 : Le Héros de la patrouille (Safety Control) : Mr. Penn
- 2000 : Le père Noël a disparu : le père Noël

#### Séries télévisées

##### Années 1950
- 1949-1954 : Studio One : un acteur / un ingénieur / le docteur Waring / Fred Lawson / Mac / Edmund / Tallman
- 1950, 1951 et 1953 : Suspense : Ralph Farley / Serge Soudekine
- 1950-1953 : The Web (en) : Dennis
- 1958-1959 : Playhouse 90 : Ralph Mohr / Eddie Kirkley
- 1958 et 1961 : Alfred Hitchcock présente : Lloyd Ashley / Rudy Cox
- 1959 : Rawhide : Eli Becker

##### Années 1960
- 1960 : Les Incorruptibles : Tom Sebring
- 1960 : Thriller : Alan Patterson
- 1960 : Naked City : Norman Garry
- 1960 et 1962 : Route 66 : Mark Christopher / Doc Duncan
- 1960 et 1964 : La Grande Caravane : Jeremy Dow / Jeff Durant / Brian Conlin
- 1961 : The Islanders : Howard Cavanaugh
- 1961 - 1962 : Le Gant de velours : le lieutenant Price Adams
- 1962 : Playdate : Guy Duncan
- 1963 : Channing : le professeur Paul Stafford
- 1963 - 1964 : Le Fugitif : Martin C. Rowland / Harold Cheyney
- 1963 et 1965 : Ben Casey : le docteur Walter Kulik / le docteur Jeff English
- 1964 : Suspicion : Grainger
- 1964 : The Nurses : Sergent Burt Andrews
- 1964 : Daniel Boone : William Russell
- 1964 - 1965 : Les Accusés : le sergent Jerry Hegan / Bob Garrison
- 1964 - 1967 et 1969 : Le Virginien : John Hagen / Harry Lightfoot / Cleve Mason / Winthrop / Ben Stratton
- 1965 : Voyage au fond des mers : Adams
- 1965 : Peyton Place : Vincent Markham
- 1965 : The Loner (en) : McComb
- 1965 : Convoy : Steiner
- 1965 : Les Mystères de l'Ouest (saison 1, épisode 9, « La Nuit du Couteau à double tranchant », « The Night of the Double-Edged Knife » de Don Taylor) : le major général Ball
- 1965 : Le Jeune Docteur Kildare : Harry Kleber
- 1965 et 1973 : Sur la piste du crime : Craig Fletcher / Hudson
- 1966 : Match contre la vie : Mark Foster
- 1967 : Bonanza : le shériff Paul Rowan
- 1967 : Judd for the Defense : Ralph Fanning
- 1967 : Cimarron : Rowan Houston
- 1968 : Opération vol : un homme de la sécurité
- 1968 : Des agents très spéciaux : le général Maximilian Harmon
- 1968, 1969 et 1974 : Hawaï police d'État : Brent / le colonel Faraday
- 1969 : Gunsmoke : Jess Trevor
- 1969 : La Grande Vallée : le sergent major Earl Conway
- 1969 - 1970 : The Bold Ones: The Protectors : le chef de la police Sam Danforth

##### Années 1970
- 1970 : Les Règles du jeu : David Bell
- 1970 : The Red Skelton Show : l'officer de police Ryan
- 1970 : Bracken's World (en) : John Bracken
- 1971 : Night Gallery : le fantôme / le colonel Dennis Malloy
- 1971 : Sarge (en) : Joe Drake
- 1971 : Bearcats! : le colonel Ted Donovan
- 1971 : Medical Center : Frank
- 1971 : Columbo (épisode « Attente », « Lady in Waitin ») : Peter Hamilton
- 1972 : La Nouvelle Équipe : Rusty Bryson
- 1973 : Assignment Vienna : Floyd Macklin
- 1973 : M*A*S*H : le colonel Buzz Brighton
- 1973 : The Bold Ones: The New Doctors : monsieur Cummings
- 1973 : Barnaby Jones : Edward Brendon
- 1973-1974 : Les Rues de San Francisco : Big Jake Wilson / l'inspecteur John T. Connor / l'officier Joe Landers
- 1973-1974 : The Evil Touch : Willie Tremaine / le capitaine Andrew Palmer
- 1973-1975 : Cannon : Joe Gilbert / Elliott Straughn / Erich Strasse / Weller Dane
- 1974 : Le Justicier : Vince Hammond
- 1974 : L'Homme de fer : Peter Justin
- 1974 : Kojak : Michael Hagar
- 1975 : The Rookies : Larry Neal
- 1975 : Lucas Tanner (en) : Jack Stanton
- 1975 : Kung Fu : Vincent Corbino
- 1975 : Columbo (épisode « Jeu d'identité »)
- 1975 : Les Robinson suisses : Johnson
- 1976 : Section 4 : Vic Ritchie
- 1976 : Les Têtes brûlées : le général Chenault (épisode pilote)
- 1977 : Lucan : le shériff Ramsey
- 1977-1979 : La croisière s'amuse : Russ Blanchard / Dan Michaels / Hank Hardaway
- 1978-1980 : L'Île fantastique : le docteur Whitfield / Victor Conti / Emile Bouvier
- 1979 : Vegas : Tyler Dickenson
- 1979 : Backstairs at the White House : Ike Hoover

##### Années 1980
- 1980 : The Chisholms : Sinclair
- 1980 : Le Vagabond : le maire Chester Montgomery
- 1982 : Police Squad : le détective Frank Drebin
- 1984 : Shaping Up : Buddy Fox
- 1985 : Hôtel : Jonathan Talbot (saison 2, épisode 13)
- 1985 : Finder of Lost Loves (en) : le colonel Matthew Vail
- 1985 : Ray Bradbury présente (The Ray Bradbury Theater) : Fantoccini
- 1985 : 227 : monsieur Gamble
- 1985-1986 : Arabesque : le capitaine Daniels / David Everett
- 1987 : Les Routes du paradis (saison 3, épisode 24) : Richard R. Benson
- 1987 : Le Père Dowling : le sénateur Erdain
- 1987-1988 : Madame est servie : Max Muldoon
- 1988 : Day by Day : le père de Brian

##### Années 1990
- 1991 : Flesh'n'Blood : Red Houser
- 1992 : Les Craquantes : Lucas Hollingsworth
- 1993 : Herman's Head : Dieu
- 1994 : Evening Shade : Stonewell
- 1994, 1996 et 1999 : Un tandem de choc : le sergent Buck Frobisher
- 1996 : Harvey : le docteur Chumley

##### Années 2000
- 2000 : Pumper Pups : Pumper (voix)
- 2003 : Chilly Beach : le père Noël
- 2004-2005 : Zeroman : Zeroman
- 2005 : Odd Job Jack : le général / le lieutenant / le sergent d'instruction Skitzkopf
- 2007 : Robson Arms : Caldo Vasco

## Distinctions

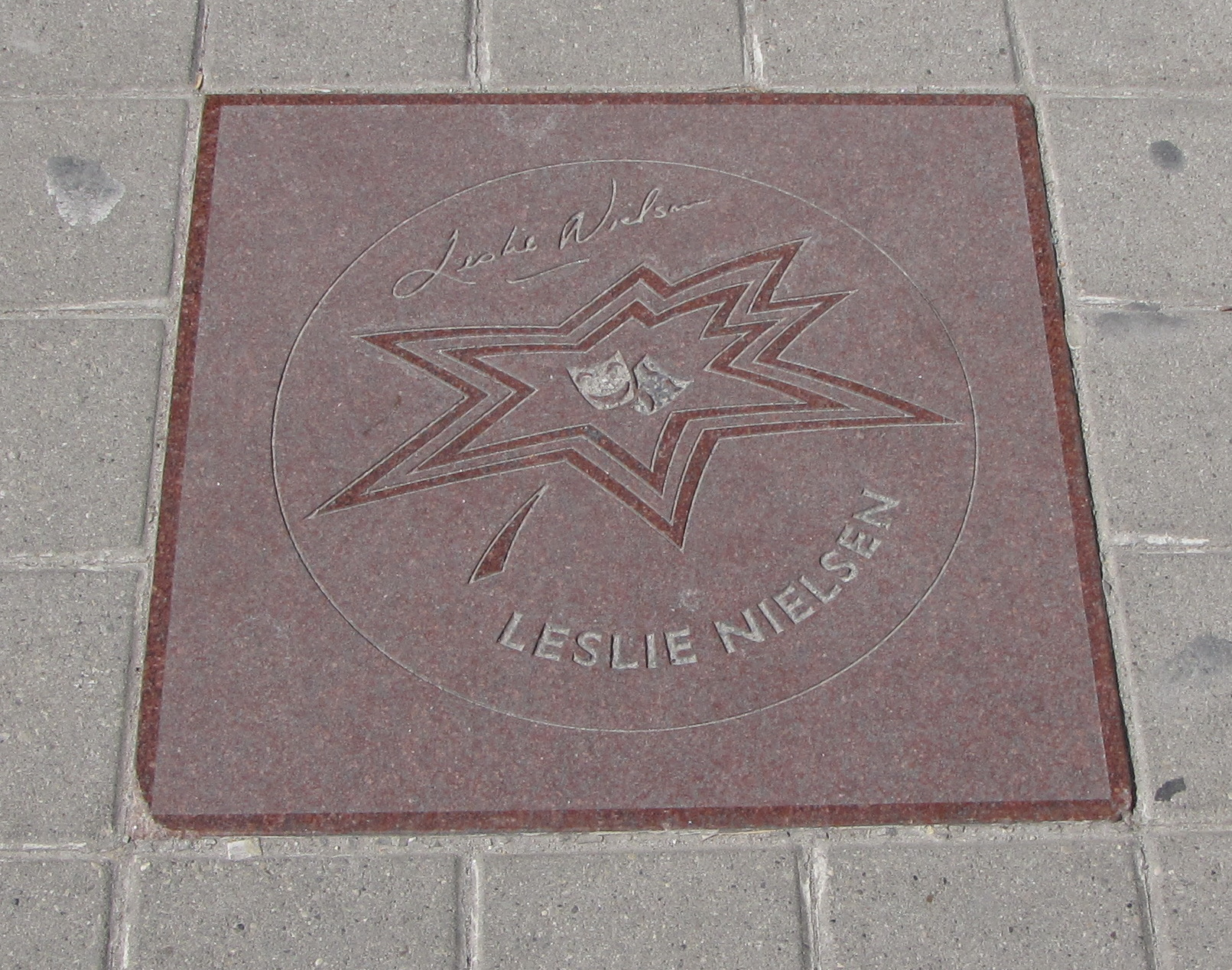
L'étoile de Leslie Nielsen sur l'Allée des célébrités canadiennes.

Sauf indication contraire, les informations mentionnées dans cette section peuvent être confirmées par les bases de données cinématographiques  présentes dans la section « Liens externes ».

### Récompenses
- ShoWest Convention 1989 : Lauréat du Prix de la star comique de l'année.
- ACTRA Awards 2003 : Lauréat du Prix pour l'ensemble de sa carrière.
- Marco Island Film Festival 2004 : Lauréat du Prix pour l'ensemble de sa carrière.
- Peñíscola Comedy Film Festival 2008 : Lauréat du Prix Costa de Azahar.

### Nominations
- Primetime Emmy Awards 1982 : Meilleur acteur dans une série télévisée comique pour Police Squad
- 1989 : American Comedy Awards de l'acteur le plus drôle dans une comédie pour Y a-t-il un flic pour sauver la reine ?
- Primetime Emmy Awards 1989 : Meilleur acteur invité dans une série télévisée comique pour Day by Day
- 1996 : Gemini Awards de la meilleure performance pour un acteur invité dans une série télévisée dramatique pour Un tandem de choc
- 2003 : Canadian Comedy Awards de la performance masculine le plus drôle dans une comédie pour Quatre gars et un balai
- 2007 : Gemini Awards de la meilleure performance pour un acteur invité dans une série télévisée dramatique pour Robson Arms

## Voix françaises
En France, Jean-Claude Michel a été la voix française la plus régulière de Leslie Nielsen. Michel Gatineau, Roland Ménard et Dominique Paturel ont eu également l'occasion de doubler l'acteur.
Au Québec, Aubert Pallascio et Ronald France ont été les voix françaises les plus régulières de l'acteur.